# Seznam vítězek ženské čtyřhry ve Wimbledonu
Seznam vítězek ženské čtyřhry ve Wimbledonu.

## Listina vítězek
| Rok              | Vítězky                                               | Poražené finalistky                                  | Výsledek                          |
| 1913             | Winifred McNairová Dora Boothbyová                    | Charlotte Cooperová Dorothea Douglassová Chambersová | 4-6 2-4 skreč                     |
| 1914             | Elizabeth Ryanová Agatha Mortonová                    | Ethel Larcombeová Edith Hannamová                    | 6-1 6-3                           |
| 1915             | první světová válka                                   | první světová válka                                  | první světová válka               |
| 1916             | první světová válka                                   | první světová válka                                  | první světová válka               |
| 1917             | první světová válka                                   | první světová válka                                  | první světová válka               |
| 1918             | první světová válka                                   | první světová válka                                  | první světová válka               |
| 1919             | Suzanne Lenglenová Elizabeth Ryanová                  | Dorothea Douglassová Chambersová Ethel Larcombeová   | 4-6 7-5 6-3                       |
| 1920             | Suzanne Lenglenová Elizabeth Ryanová                  | Dorothea Douglassová Chambersová Ethel Larcombeová   | 6-4 6-0                           |
| 1921             | Suzanne Lenglenová Elizabeth Ryanová                  | Winifred Beamishová Irene Bowder Peacocková          | 6-1 6-2                           |
| 1922             | Suzanne Lenglenová Elizabeth Ryanová                  | Margaret McKaneová Stocksová Kathleen McKaneová      | 6-0 6-4                           |
| 1923             | Suzanne Lenglenová Elizabeth Ryanová                  | Joan Austinová Evelyn Colyerová                      | 6-3 6-1                           |
| 1924             | Hazel Wightmanová Helen Wills Moodyová                | Phyllis Covellová Kathleen McKaneová                 | 6-4 6-4                           |
| 1925             | Suzanne Lenglenová Elizabeth Ryanová                  | A.V. Bridgeová C.G. McIlquhamová                     | 6-2 6-2                           |
| 1926             | Elizabeth Ryanová Mary Browneová                      | Kathleen McKaneová Evelyn Colyerová                  | 6-1 6-1                           |
| 1927             | Helen Wills Moodyová Elizabeth Ryanová                | Bobbie Heineová Irene Bowder Peacocková              | 6-3 6-2                           |
| 1928             | Phoebe Watsonová Peggy Saundersová                    | Ermyntrude Harveyová Eileen Bennettová               | 6-2 6-3                           |
| 1929             | Phoebe Watsonová Peggy Saundersová                    | Phyllis Covellová Dorothy Shepherdová                | 6-4 8-6                           |
| 1930             | Helen Wills Moodyová Elizabeth Ryanová                | Edith Crossová Sarah Palfreyová                      | 6-2 9-7                           |
| 1931             | Phyllis Mudfordová Dorothy Barronová                  | Doris Metaxaová Josane Sigartová                     | 3-6 6-3 6-4                       |
| 1932             | Doris Metaxaová Josane Sigartová                      | Elizabeth Ryanová Helen Jacobsová                    | 6-4 6-3                           |
| 1933             | Simonne Mathieuová Elizabeth Ryanová                  | Freda Jamesová Hammersleyová Billie Yorkeová         | 6-2 9-1, 6-4                      |
| 1934             | Simonne Mathieuová Elizabeth Ryanová                  | Dorothy Andrusová Sylvie Jungová Henrotinová         | 6-3 6-3                           |
| 1935             | Freda Jamesová Kay Stammersová                        | Simonne Mathieuová Hilde Sperlingová                 | 6-1 6-4                           |
| 1936             | Freda Jamesová Kay Stammersová                        | Sarah Palfreyová Helen Jacobsová                     | 6-2 6-1                           |
| 1937             | Simonne Mathieuová Billie Yorkeová                    | Phyllis Mudford Kingová Elsie Pitmanová              | 6-3 6-3                           |
| 1938             | Sarah Palfreyová Alice Marbleová                      | Simonne Mathieuová Billie Yorkeová                   | 6-2 6-3                           |
| 1939             | Sarah Palfreyová Alice Marbleová                      | Helen Jacobsová Billie Yorkeová                      | 6-1 6-0                           |
| 1940             | druhá světová válka                                   | druhá světová válka                                  | druhá světová válka               |
| 1941             | druhá světová válka                                   | druhá světová válka                                  | druhá světová válka               |
| 1942             | druhá světová válka                                   | druhá světová válka                                  | druhá světová válka               |
| 1943             | druhá světová válka                                   | druhá světová válka                                  | druhá světová válka               |
| 1944             | druhá světová válka                                   | druhá světová válka                                  | druhá světová válka               |
| 1945             | druhá světová válka                                   | druhá světová válka                                  | druhá světová válka               |
| 1946             | Louise Broughová Margaret duPontová                   | Pauline Betzová Doris Hartová                        | 6-3 2-6 6-3                       |
| 1947             | Doris Hartová Patricia Canningová Toddová             | Louise Broughová Margaret Osborneová                 | 3-6 6-4 7-5                       |
| 1948             | Louise Broughová Margaret duPontová                   | Doris Hartová Patricia Canningová Toddová            | 6-3 3-6 6-3                       |
| 1949             | Louise Broughová Margaret duPontová                   | Gertrude Moranová Patricia Canningová Toddová        | 8-6 7-5                           |
| 1950             | Louise Broughová Margaret duPontová                   | Shirley Fryová Doris Hartová                         | 6-4 5-7 6-1                       |
| 1951             | Shirley Fryová Doris Hartová                          | Louise Broughová Margaret duPontová                  | 6-3 13-11                         |
| 1952             | Shirley Fryová Doris Hartová                          | Louise Broughová Maureen Connollyová                 | 8-6 6-3                           |
| 1953             | Shirley Fryová Doris Hartová                          | Maureen Connollyová Julie Ann Sampsonová             | 6-0 6-0                           |
| 1954             | Louise Broughová Margaret duPontová                   | Shirley Fryová Doris Hartová                         | 4-6 9-7 6-3                       |
| 1955             | Angela Mortimerová Anne Shilcocková                   | Shirley Bloomerová Patricia Wardová                  | 7-5 6-1                           |
| 1956             | Angela Buxtonová Althea Gibsonová                     | Fay Mullerová Daphne Seeneyová                       | 6-1 8-6                           |
| 1957             | Althea Gibsonová Darlene Hardová                      | Mary Bevis Hawtonová Thelma Coyneová Longová         | 6-1 6-2                           |
| 1958             | Maria Buenová Althea Gibsonová                        | Margaret duPontová M. Varnerová                      | 6-3 7-5                           |
| 1959             | Jeanne Arthová Darlene Hardová                        | Beverly Bakerová Fleitzová Christine Trumanová       | 2-6 6-2 6-3                       |
| 1960             | Maria Buenová Darlene Hardová                         | Sandra Reynoldsová Renée Schuurman                   | 6-4 6-0                           |
| 1961             | Karen Susmanová Billie Jean Kingová                   | Jan Lehaneová Margaret Smithová Courtová             | 6-3 6-4                           |
| 1962             | Billie Jean Kingová Karen Susmanová                   | Sandra Reynoldsová Renée Schuurman                   | 5-7 6-3 7-5                       |
| 1963             | Maria Buenová Darlene Hardová                         | Robyn Ebbernová Margaret Smithová Courtová           | 8-6 9-7                           |
| 1964             | Margaret Smithová Courtová Lesley Turnerová Bowreyová | Billie Jean Kingová Karen Susmanová                  | 7-5 6-2                           |
| 1965             | Maria Buenová Billie Jean Kingová                     | Françoise Dürrová Janine Lieffrigová                 | 6-2 7-5                           |
| 1966             | Maria Buenová Nancy Richeyová                         | Margaret Smithová Courtová Judy Tegartová Daltonová  | 6-3 4-6 6-4                       |
| 1967             | Rosie Casalsová Billie Jean Kingová                   | Maria Buenová Nancy Richeyová                        | 9-11 6-4 6-2                      |
| ↓ Otevřená éra ↓ |                                                       |                                                      |                                   |
| 1968             | Rosie Casalsová Billie Jean Kingová                   | Françoise Dürrová Ann Haydonová-Jonesová             | 3-6 6-4 7-5                       |
| 1969             | Margaret Smithová Courtová Judy Tegartová Daltonová   | Patti Hoganová-Fordyceová Peggy Michelová            | 9-7 6-2                           |
| 1970             | Rosie Casalsová Billie Jean Kingová                   | Françoise Dürrová Virginia Wadeová                   | 6-2 6-3                           |
| 1971             | Rosie Casalsová Billie Jean Kingová                   | Margaret Smithová Courtová Evonne Goolagongová       | 6-3 6-2                           |
| 1972             | Billie Jean Kingová Betty Stöveová                    | Judy Tegartová Daltonová Françoise Dürrová           | 6-2 4-6 6-3                       |
| 1973             | Rosie Casalsová Billie Jean Kingová                   | Françoise Dürrová Betty Stöveová                     | 6-1 4-6 7-5                       |
| 1974             | Evonne Goolagongová Peggy Michelová                   | Helen Gourlayová Cawleyová Karen Krantzckeová        | 2-6 6-4 6-3                       |
| 1975             | Ann Kijomuraová Kazuku Sawamatsuová                   | Françoise Dürrová Betty Stöveová                     | 7-5 1-6 7-5                       |
| 1976             | Chris Evertová Martina Navrátilová                    | Billie Jean Kingová Betty Stöveová                   | 6-1 3-6 7-5                       |
| 1977             | Helen Gourlayová Cawleyová JoAnne Russellová          | Martina Navrátilová Betty Stöveová                   | 6-3 6-3                           |
| 1978             | Kerry Reidová Wendy Turnbullová                       | Mima Jaušovecová Virginia Ruziciová                  | 4-6 9-8(10) 6-3                   |
| 1979             | Billie Jean Kingová Martina Navrátilová               | Betty Stöveová Wendy Turnbullová                     | 5-7 6-3 6-2                       |
| 1980             | Kathy Jordanová Anne Smithová                         | Rosie Casalsová Wendy Turnbullová                    | 4-6 7-5 6-1                       |
| 1981             | Martina Navrátilová Pam Shriverová                    | Kathy Jordanová Anne Smithová                        | 6-3 7-6(6)                        |
| 1982             | Martina Navrátilová Pam Shriverová                    | Kathy Jordanová Anne Smithová                        | 6-4 6-1                           |
| 1983             | Martina Navrátilová Pam Shriverová                    | Rosie Casalsová Wendy Turnbullová                    | 6-2 6-2                           |
| 1984             | Martina Navrátilová Pam Shriverová                    | Kathy Jordanová Anne Smithová                        | 6-3 6-4                           |
| 1985             | Kathy Jordanová Elizabeth Smylieová                   | Martina Navrátilová Pam Shriverová                   | 5-7 6-3 6-4                       |
| 1986             | Martina Navrátilová Pam Shriverová                    | Hana Mandlíková Wendy Turnbullová                    | 6-1 6-3                           |
| 1987             | Claudia Kohdeová-Kilschová Helena Suková              | Betsy Nagelsenová Elizabeth Smylieová                | 7-5 7-5                           |
| 1988             | Steffi Grafová Gabriela Sabatiniová                   | Larisa Neilandová Nataša Zverevová                   | 6-3 1-6 12-10                     |
| 1989             | Jana Novotná Helena Suková                            | Larisa Neilandová Nataša Zverevová                   | 6-1 6-2                           |
| 1990             | Jana Novotná Helena Suková                            | Kathy Jordanová Elizabeth Smylieová                  | 6-4 6-1                           |
| 1991             | Larisa Neilandová Nataša Zverevová                    | Gigi Fernándezová Jana Novotná                       | 6-4 3-6 8-6                       |
| 1992             | Gigi Fernándezová Nataša Zverevová                    | Larisa Neilandová Jana Novotná                       | 6-4 6-1                           |
| 1993             | Gigi Fernándezová Nataša Zverevová                    | Larisa Neilandová Jana Novotná                       | 6-4 6(4)-7 6-4                    |
| 1994             | Gigi Fernándezová Nataša Zverevová                    | Jana Novotná Arantxa Sánchezová Vicariová            | 6-4 6-1                           |
| 1995             | Jana Novotná Arantxa Sánchezová Vicariová             | Gigi Fernándezová Nataša Zverevová                   | 5-7 7-5 6-4                       |
| 1996             | Martina Hingisová Helena Suková                       | Meredith McGrathová Larisa Neilandová                | 5-7 7-5 6-1                       |
| 1997             | Gigi Fernándezová Nataša Zverevová                    | Nicole Arendtová Manon Bollegrafová                  | 7-6(4) 6-4                        |
| 1998             | Martina Hingisová Jana Novotná                        | Lindsay Davenportová Nataša Zverevová                | 6-3 3-6 8-6                       |
| 1999             | Lindsay Davenportová Corina Morariuová                | Mariaan de Swardtová Olena Tatarkovová               | 6-4 6-4                           |
| 2000             | Venus Williamsová Serena Williamsová                  | Julie Halardová-Decugisová Ai Sugijamová             | 6-3 6-2                           |
| 2001             | Lisa Raymondová Rennae Stubbsová                      | Kim Clijstersová Ai Sugijamová                       | 6-4 6-3                           |
| 2002             | Venus Williamsová Serena Williamsová                  | Virginia Ruanová Pascualová Paola Suárezová          | 6-2 7-5                           |
| 2003             | Kim Clijstersová Ai Sugijamová                        | Virginia Ruanová Pascualová Paola Suárezová          | 6-4 6-4                           |
| 2004             | Cara Blacková Rennae Stubbsová                        | Liezel Huberová Ai Sugijamová                        | 6-3 7-6(5)                        |
| 2005             | Cara Blacková Liezel Huberová                         | Světlana Kuzněcovová Amélie Mauresmová               | 6-2 6-1                           |
| 2006             | Jen C’ Čeng Ťie                                       | Virginia Ruanová Pascualová Paola Suárezová          | 6-3 3-6 6-2                       |
| 2007             | Cara Blacková Liezel Huberová                         | Katarina Srebotniková Ai Sugijamová                  | 3-6, 6-3, 6-2                     |
| 2008             | Venus Williamsová Serena Williamsová                  | Lisa Raymondová Samantha Stosurová                   | 6-2, 6-2                          |
| 2009             | Venus Williamsová Serena Williamsová                  | Samantha Stosurová Rennae Stubbsová                  | 7-6(4)2, 6-4                      |
| 2010             | Vania Kingová Jaroslava Švedovová                     | Jelena Vesninová Věra Zvonarevová                    | 7-6(6), 6-2                       |
| 2011             | Květa Peschkeová Katarina Srebotniková                | Sabine Lisická Samantha Stosurová                    | 6-3, 6-1                          |
| 2012             | Venus Williamsová Serena Williamsová                  | Andrea Hlaváčková Lucie Hradecká                     | 7-5, 6-4                          |
| 2013             | Sie Šu-wej Pcheng Šuaj                                | Ashleigh Bartyová Casey Dellacquová                  | 7-6(1), 6-1                       |
| 2014             | Sara Erraniová Roberta Vinciová                       | Tímea Babosová Kristina Mladenovicová                | 6–1, 6–3                          |
| 2015             | Martina Hingisová Sania Mirzaová                      | Jekatěrina Makarovová Jelena Vesninová               | 5–7, 7-6(4), 7–5                  |
| 2016             | Serena Williamsová Venus Williamsová                  | Tímea Babosová Jaroslava Švedovová                   | 6–3, 6–4                          |
| 2017             | Jekatěrina Makarovová Jelena Vesninová                | Čan Chao-čching Monica Niculescuová                  | 6–0, 6–0                          |
| 2018             | Barbora Krejčíková Kateřina Siniaková                 | Nicole Melicharová Květa Peschkeová                  | 6–4, 4–6, 6–0                     |
| 2019             | Barbora Strýcová Sie Šu-wej                           | Gabriela Dabrowská Sü I-fan                          | 6–2, 6–4                          |
| 2020             | zrušeno kvůli pandemii koronaviru                     | zrušeno kvůli pandemii koronaviru                    | zrušeno kvůli pandemii koronaviru |
| 2021             | Sie Šu-wej Elise Mertensová                           | Veronika Kuděrmetovová Jelena Vesninová              | 3–6, 7–5, 9–7                     |
| 2022             | Barbora Krejčíková Kateřina Siniaková                 | Elise Mertensová Čang Šuaj                           | 6–2, 6–4                          |
| 2023             | Barbora Strýcová Sie Šu-wej                           | Storm Hunterová Elise Mertensová                     | 7–5, 6–4                          |
| 2024             | Kateřina Siniaková Taylor Townsendová                 | Gabriela Dabrowská Erin Routliffeová                 | 7–6(7–5), 7–6(7–1)                |
| 2025             | Veronika Kuděrmetovová Elise Mertensová               | Jeļena Ostapenková Sie Šu-wej                        | 3–6, 6–2, 6–4                     |